# Zwijnsbergen (plaats)
Zwijnsbergen is een buurtschap in de gemeente Meierijstad in de Nederlandse provincie Noord-Brabant. Het ligt vier kilometer ten zuiden van het dorp Sint-Oedenrode.
Woonplaatsen: Erp · Schijndel · Sint-Oedenrode · Veghel

Dorpen: Boerdonk · Boskant · Eerde · Keldonk · Mariaheide · Nijnsel · Olland · Wijbosch · Zijtaart

Bedrijventerreinen: De Amert · De Dubbelen · Doornhoek · Oude Haven      Havengebied: Veghel-Haven

Buurtschappen: Achterste Hermalen · Beukelaar · Bolst · Borne · Bus · De Bus (Schijndel) · De Bus (Sint-Oedenrode) ·  De Haag · Dijk · Dorshout · Driehuizen · Eerschot · Elde · Everse · Ham · Havelt · Hazelberg · Hermalen · Het Schoor · Heuvel · Heuvelberg · Hoek · Hoeves · Hoogebiezen · Houterd · Hurkske · Jekschot · Kapeleind · De Kempkens · Kilsdonk · Koevering · Kraanmeer · Kremselen · Lagebiezen · De Laren · Lieseind · Looieind · Meijldoorn · Middegaal · Morsche Hoef · Mosbulten · Oetelaar · Rijkerbeek · Vernhout · Zondveld · Zwijnsbergen

Noord-Brabant: Steden en dorpen      Nederland: Provincies · Gemeenten